# Gmina Hobro
Gmina Hobro (duń. Hobro Kommune) – istniejąca w latach 1970–2006 gmina w Danii w  okręgu północnej Jutlandii (Nordjyllands Amt). Siedzibą władz gminy było miasto Hobro. Gmina Hobro została utworzona 1 kwietnia 1970 na mocy reformy podziału administracyjnego Danii. 
Po kolejnej reformie administracyjnej w roku 2007 weszła w skład nowej gminy Mariagerfjord.

## Dane liczbowe
- Liczba ludności: (♀ 7643 + ♂ 7675) = 15 318
  - wiek 0-6: 8,8%
  - wiek 7-16: 13,8%
  - wiek 17-66: 63,1%
  - wiek 67+: 14,3%
- zagęszczenie ludności: 92,8 osób/km²
- bezrobocie: 5,4% osób w wieku 17-66 lat
- cudzoziemcy z UE, Skandynawii i USA: 91 na 10 000 osób
- cudzoziemcy z krajów Trzeciego Świata: 296 na 10 000 osób
- liczba szkół podstawowych: 8 (liczba klas: 99)